# Daniel Mothé
Jacques Gautrat, connu sous le nom de plume Daniel Mothé (né le 6 décembre 1924 à Floirac) est un ouvrier, militant syndical et sociologue français. 

## Biographie
Dans les années 1950, Jacques Gautrat travaille chez Renault. Il édite le journal d'usine Tribune ouvrière et collabore au groupe et à la revue Socialisme ou barbarie sous le nom de plume « Daniel Mothé. » Il y publie une chronique qui donne lieu au livre Journal d'un ouvrier (1956-1958). Il publie ensuite Militant chez Renault. Plus tard, il rejoint la CFDT et publie le Métier de militant. Il devient par la suite sociologue à l'École pratique des hautes études.